# Bukhuti Gurguenidze
Bukhuti Ivànovitx Gurguenidze (en georgià: ბუხუტი გურგენიძე); Surami, 13 de novembre de 1933 – 24 de maig de 2008) fou un jugador d'escacs georgià, que va jugar sota bandera soviètica i que tenia el títol de Gran Mestre. Era geòleg de professió. Obtingué el títol de Mestre Internacional el 1966 i el de Gran Mestre el 1970.

## Resultats destacats en competició
Gurguenidze fou dotze cops Campió de l'RSS de Geòrgia entre 1955 i 1973. També va participar en vuit edicions del Campionat de la Unió Soviètica. Va compartir el primer lloc amb Mikhaïl Tal a Tbilisi el 1969–70 i guanyà en solitari a Olomouc el 1976.

### Altres activitats relacionades amb els escacs
Gurguenidze fou també entrenador de diverses Grans Mestres Femenines a la Unió Soviètica.
El seu nom és lligat a la variant Gurguenidze de la defensa siciliana (1.e4 c5 2.Cf3 Cc6 3. Ab5 g6 4.0-0 Ag7 5.Te1 e5 6.b4).
i a la variant Gurguenidze de la defensa Caro-Kann: 1.e4 c6 2.d4 d5 3.Cc3 g6; és a causa de aquesta variant, inventada per Bukhuti Gurguenidze, que 3.Cc3 va perdre molts adeptes durant els 1970. 3.Cd2 és vista des de llavors com la manera més acurada d'arribar a les posicions que sorgeixen després de ....dxe4. Després de 3.Cd2,....g6 es trobaria amb 4.c3, quan l'alfil fianquetat té poc a fer.